# 十日町友禅
十日町友禅（とおかまちゆうぜん）は、昭和30年代後半から十日町市とその周辺で生産されている織物。

## 特徴

### 友禅染めの特徴
日本三大友禅の京友禅、加賀友禅、東京友禅に比べると若手の職人が多く新感覚で制作される華やかな作品が多いのが特徴。

## 歴史
1975年 - 友禅が導入される。

## 現代
高度な伝統技術と合理的な生産体制を融合させて、様々な種類の着物を生産する、日本有数の着物産地と知られている。